# Ça ira (1) Fin de Louis
Cet article possède un paronyme, voir Ça ira (homonymie).
 (novembre 2016).
Si vous disposez d'ouvrages ou d'articles de référence ou si vous connaissez des sites web de qualité traitant du thème abordé ici, merci de compléter l'article en donnant les références utiles à sa vérifiabilité et en les liant à la section « Notes et références ».
Ça ira (1) Fin de Louis est un spectacle écrit et mis en scène par Joël Pommerat. Il a été créé le 16 septembre 2015 au théâtre du Manège de Mons. Le texte de la pièce est paru en 2016 aux éditions Actes Sud.
Couronné d'un succès à la fois public et critique, il remporte les Molières du meilleur spectacle du théâtre public, de la meilleure mise en scène et du meilleur auteur francophone en 2016.
La création effectue une vaste tournée depuis 2015 et de nombreux théâtres l'ont accueillie en France (Théâtre Nanterre-Amandiers, TNP Lyon-Villeurbanne, Théâtre national de Toulouse, Comédie de Reims, etc.) comme à l'étranger (Mostra International de Teatro de Sao Paulo, Centre national des Arts d'Ottawa, Comédie de Genève, Complejo Teatral de Buenos Aires, etc.).

## Résumé
Ce spectacle est une fiction inspirée de la Révolution française. Les costumes et les accessoires sont contemporains, mais la trame des événements renvoie clairement à la période révolutionnaire, de 1787, date de la convocation de l'Assemblée des notables, à 1791, date de la fuite de Louis XVI à Varennes. Sans être explicitement désignées comme telles, la prise de la Bastille, la nuit du 4 Août et les Journées des 5 et 6 octobre 1789 constituent des jalons importants qui structurent la dramaturgie du spectacle.
Le roi et son Premier ministre Muller décident de prendre des mesures radicales pour réformer le système fiscal français. Mais la noblesse et le clergé de France s'opposent à tout changement pouvant nuire à leurs privilèges et demandent la convocation des États généraux afin de gagner du temps. Refusant que les trois ordres, noblesse, clergé et tiers état, siègent dans trois assemblées distinctes, de nombreux députés du tiers se révoltent et se déclarent finalement Assemblée nationale. Les débats se poursuivent au sein de l'Assemblée tandis que la pénurie alimentaire affame les classes populaires et que les éclats de violence se multiplient dans tout le pays.